# Agustín Vázquez Armero
Agustín Vázquez Armero (1870-Sevilla, 1950), fue alcalde de Sevilla en 1917 y entre 1923 y 1926.

## Biografía
Perteneciente a una familia de terratenientes andaluces, estudió Derecho, aunque casi toda su vida se dedicó a la administración de sus tierras. En 1917 fue alcalde de Sevilla durante dos meses y tras el golpe de Estado de Primo de Rivera, en septiembre 19123, fue nombrado alcalde de Sevilla, en un ayuntamiento dominado por un 25 por ciento de concejales católicos y mauristas y un 40 pertenecientes a la Unión Comercial. Su primer mandato duró 5 meses y presentó su dimisión el 14 de marzo de 1924. Sin embargo, un día después comenzó su segundo mandato. Preocupado por el problema de las necesidades de la clase trabajadora, adoptó diversas medidas para abaratar los productos de alimentación. En la primavera de 1924 y de 1926 se produjeron inundaciones. Permaneció en el cargo hasta marzo de 1926.
El Ateneo de Sevilla vivió una época de apogeo durante su mandato. También llevó a cabo proyectos de urbanismo como el ensanche de La Campana y encargó ornamentación para la plaza del Salvador y de la plaza Nueva. Además se finalizó el monumento a San Fernando y se realizaron otros. En 1924 se acuerda con el Ejército el traslado de la Capitanía General, el Gobierno Militar, la Comandancia de Artillería y el Regimiento de Soria a la Fábrica de Tabacos, y recibirá el edificio de Santo Tomás para usarlo como colegio y el edificio que ocupaba el Regimiento de Soria. Sin embargo, el 17 de febrero de 1926 se produce la pérmuta del edificio de Santo Tomás y la Casa de Correos por 3.000 metros cuadrados de terrenos en los Jardines de Cristina para levantar allí el Gobierno Militar y la Capitanía General.
En 1930, fue uno de los principales impulsores de la Concentración Monárquica. Durante la Segunda República fue presidente de la Junta Provincial de Ganaderos y vicepresidente de la Cámara Agrícola.